# Bitwa koło przylądka Ésperance
Bitwa koło przylądka Ésperance – bitwa morska podczas walk o Guadalcanal w czasie II wojny światowej, stoczona w nocy z 11 na 12 października 1942 roku pomiędzy okrętami japońskimi a amerykańskimi w pobliżu przylądka Ésperance na północy wyspy Guadalcanal.

## Podłoże
Od sierpnia 1942 na Guadalcanalu trwały walki pomiędzy amerykańską 1. dywizją marines, zajmującą pozycje wokół polowego lotniska Henderson Field, a japońską 17. Armią. Posiłki dla wojsk japońskich dowożone były nocami na pokładach niszczycieli, nazywanych przez Amerykanów Tokyo Express, przez Japończyków zas Transportami Szczurów. Między 2 a 11 października przewieziono w ten sposób na Guadalcanal w ośmiu wyprawach między innymi 10-tysięczną 2 Dywizję Piechoty.
W tym czasie Amerykanie również postanowili dowieźć na wyspę posiłki. Konwój składający się z transportowców i niszczycieli, na których zaokrętowani byli żołnierze, wyruszył z Nowej Kaledonii 9 października. W celu „oczyszczenia drogi” konwojowi, wysłany został zespół TF-64 kontradmirała Normana Scotta, w składzie 2 krążowników ciężkich: USS „San Francisco” i starszego USS „Salt Lake City”, 2 krążowników lekkich: USS „Boise” i „Helena” oraz 5 niszczycieli. Po fatalnych doświadczeniach z nocnej bitwy koło wyspy Savo 9 sierpnia, admirał Scott ćwiczył intensywnie swoje siły w działaniach nocnych. 9 i 10 października Amerykanie jednak nie napotkali przeciwnika.
Na noc 11 października Japończycy zaplanowali kolejną akcję przewiezienia 728 żołnierzy i 7 dział na wyspę. Zespół transportowy kontradmirała Takatsugu Jōjimy w składzie dwóch transportowców wodnosamolotów i 6 niszczycieli, osłaniany był przez zespół bojowy kontradmirała Aritomo Gotō, składający się z 3 mniejszych krążowników ciężkich: „Furutaka”, „Aoba” i „Kinugasa”, uzbrojonych w 6 dział kaliber 203 mm każdy oraz 2 niszczycieli: „Fubuki” i „Hatsuyuki”. Zespół bojowy miał za zadanie zbombardować amerykańskie pozycje, zwłaszcza lotnisko.

## Bitwa
11 października o 22.50 amerykański samolot wykrył zbliżające się od zachodu japońskie okręty zespołu bojowego. Amerykański zespół przepłynął wówczas na północny brzeg Guadalcanalu, na zachód od wysepki Savo. Admirał Scott postanowił zagrodzić przejście między Savo a Guadalcanalem. Z powodu posiadania starego typu radaru na swoim okręcie flagowym, admirał Scott dowiedział się o nocnym podejściu japońskich okrętów, dopiero gdy były w odległości 6 mil, mimo że inne okręty wykryły Japończyków wcześniej. Japończycy jednakże nie mieli w ogóle radaru, a co więcej, nie spodziewali się obecności wroga. Na skutek późnego otrzymania wiadomości o wrogu i podjętego chwilę wcześniej zwrotu Amerykanów na południe, trzy amerykańskie niszczyciele znalazły się pomiędzy głównymi siłami a zespołem japońskim, co wywołało następnie pewne zamieszanie. O godzinie 23:46 pierwszy otworzył ogień krążownik USS „Helena”, przerwany na krótko na rozkaz admirała z obawy ostrzelania własnych niszczycieli, po czym wznowiony przez wszystkie okręty. Amerykańskie okręty w szyku torowym przegradzały kurs zespołowi japońskiemu w postaci kreski nad T, co umożliwiało im prowadzenie ognia całością artylerii (salwami burtowymi).

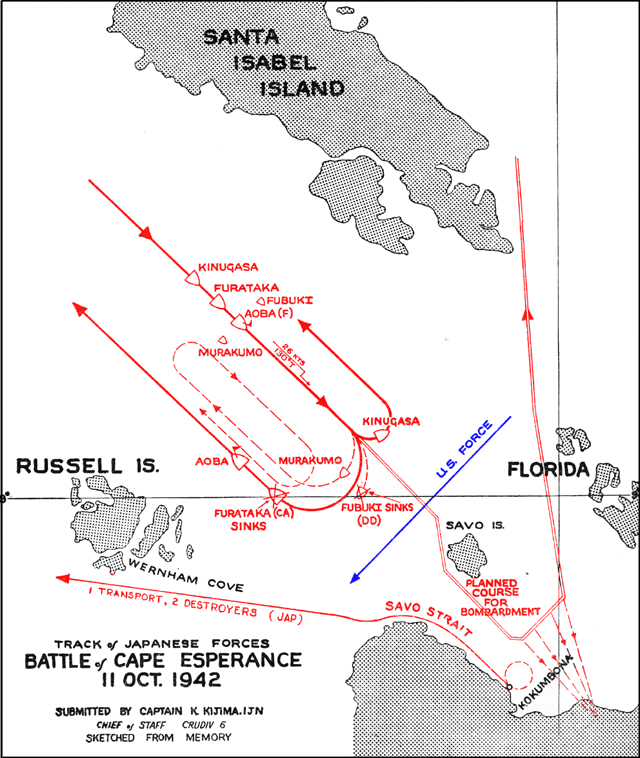
Kursy okrętów japońskich oraz linia okrętów amerykańskich

Japończycy, płynąc wprost na zespół amerykański, szybko otrząsnęli się z zaskoczenia i otworzyli ogień, wykonując jednocześnie kolejno zwrot w prawo o 180 stopni, na przeciwny kurs. W tym czasie odległość od strzelających okrętów amerykańskich spadła do kilku kilometrów. Już przy początku starcia, po celnej salwie Heleny we flagowy krążownik „Aoba”, zabity został japoński dowódca – kontradmirał Aritomo Gotō. „Aoba”, wykonując zwrot jako pierwszy w szyku, otrzymał około 40 trafień. Po nim pod ciężki ostrzał dostał się wykonujący kolejno zwrot „Furutaka”, na którym amerykański ogień wyłączył z akcji artylerię i wywołał pożary. „Kinugasa” omyłkowo wykonał zwrot w lewo, dzięki czemu jednak uniknął większych uszkodzeń. Podczas zwrotu zatopiony został przez amerykańskie okręty niszczyciel „Fubuki”. Po stronie amerykańskiej zatonął z kolei niszczyciel USS „Duncan”, który omyłkowo poszedł do ataku torpedowego, otrzymując następnie trafienia zarówno od japońskich, jak i własnych krążowników.
Po kilku zaledwie minutach Japończycy mimo uszkodzeń uchodzili przeciwnym kursem. Amerykański zespół wykonał zwrot i podjął pościg za nimi równoległym kursem. W tym czasie, krążownik USS „Boise”, zapalając reflektor w celu uniknięcia wystrzelonych przez Japończyków torped, ściągnął na siebie ogień dział nie zauważonej wcześniej „Kinugasy” i uszkodzonej „Aoby”. Na skutek trafień, „Boise” odniósł ciężkie uszkodzenia i wyszedł z szyku, a w jego pierwszej wieży artyleryjskiej wybuchł pożar. Jeden pocisk 203 mm trafił pod linią wodną i zapalił amunicję w dziobowej komorze. Na okręcie zginęło 107 członków załogi, raniono 35. Krążownik ciężki USS „Salt Lake City” zasłonił następnie własnym kadłubem uszkodzony „Boise” i rozpoczął ostrzał „Kinugasy”, sam także otrzymując kilka niegroźnych trafień. O godzinie 0.28 admirał Scott zaprzestał pogoni w obawie przed angażowaniem się w chaotyczną walkę, w której Japończycy mogliby wykorzystać przewagę w broni torpedowej.

## Podsumowanie
O godzinie 2:48 zatonął z większością 625-osobowej załogi ciężko uszkodzony artylerią oraz torpedą „Duncana” japoński krążownik „Furutaka”, wcześniej Japończycy utracili niszczyciel „Fubuki”. Następnego dnia amerykańskie bombowce nurkujące lotnictwa piechoty morskiej z Guadalcanalu zatopiły dwa japońskie niszczyciele z zespołu transportowego, „Natsugumo” i „Murakumo”, próbujące prowadzić akcję ratunkową. W bitwie ciężko uszkodzony został japoński krążownik „Aoba” (79 zabitych), jednakże dzięki mocnej konstrukcji zdołał wrócić do bazy, następnie odesłany został do Japonii do remontu (trwającego do lutego 1943 roku); również ciężko uszkodzony amerykański „Boise” musiał być remontowany w USA (do marca 1943).

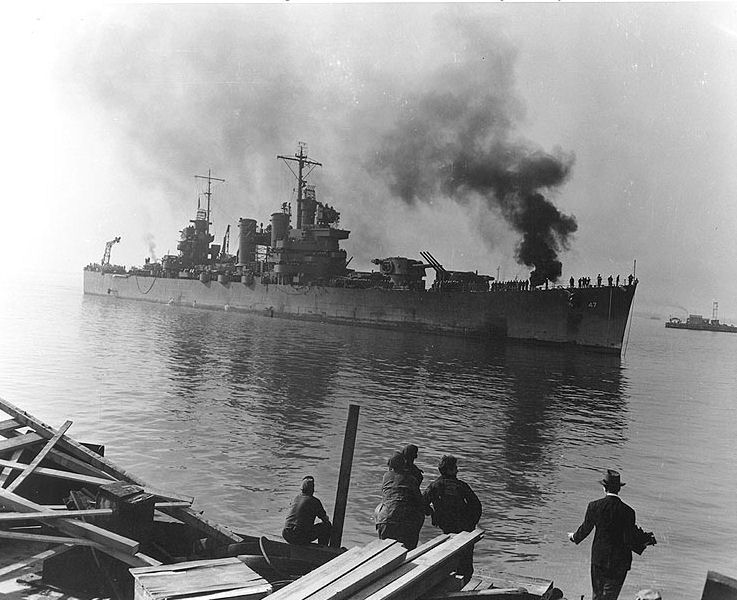
Krążownik USS Boise w drodze do stoczni remontowej (widoczna uszkodzona wieża, dym pochodzi z komina holownika)

Mimo porażki zespołu bojowego, japoński zespół transportowy, w składzie transportowców wodnosamolotów „Chitose” i „Nisshin” oraz niszczycieli „Akizuki”, „Asagumo”, „Natsugumo”, „Yamagumo”, „Shirayuki” i „Murakumo”, wykonał zadanie i zdołał w nocy z 11 na 12 października bez przeszkód wysadzić posiłki na przylądku Tassafaronga na Guadalcanalu, w tym 4 haubice 150 mm, 2 działa polowe i jedno przeciwlotnicze. 13 października swoje posiłki dostarczyli również Amerykanie. Ocenia się, że zwycięstwo Amerykanów mogłoby być pełniejsze, gdyby właściwie działała komunikacja w zespole przed bitwą, pozwalająca na przyjęcie optymalnego jej planu. Pomimo zwycięstwa, Amerykanie nie panowali jednak na morzu obok Guadalcanalu i w ciągu kilku kolejnych nocy japońskie szybkie pancerniki typu Kongō i krążowniki ciężkie ostrzeliwały tam cele nabrzeżne, w tym lotnisko Hendersona.
W dniach 12-15 listopada 1942 roku, na tym samym akwenie doszło do dwóch nocnych bitew: I bitwa pod Guadalcanalem i II bitwa pod Guadalcanalem.